# Пикколи, Мишель
Жак Даниэль Мише́ль Пикколи́ (фр. Jacques Daniel Michel Piccoli; 27 декабря 1925, Париж — 12 мая 2020) — французский актёр театра и кино, сценарист и кинорежиссёр.

## Биография
Родился в семье музыкантов, его мать-француженка была пианисткой, а отец-швейцарец был скрипачом из кантона Тичино. Окончил школу драматического искусства и в 1945 году сыграл свою первую роль в кино — в фильме Кристиана-Жака «Колдовство» (Sortileges). Прославился после фильма Жана-Люка Годара «Презрение». Снялся в более чем 100 фильмах.

## Награды
- 1980 — Каннский кинофестиваль — лучший актёр («Прыжок в пустоту»)
- 1982 — Берлинский кинофестиваль «Серебряный медведь» — лучший актёр («Странное дело»; со С. Скарсгардом в «Простодушном убийце»)
- Сезар-1982 — лучший актёр («Странное дело») (номинация)
- Сезар-1985 — лучший актёр («La Diagonale du fou») (номинация)
- Сезар-1991 — лучший актёр («Милу в мае») (номинация)
- Сезар-1992 — лучший актёр («Прекрасная спорщица») (номинация)
- 1997 — Венецианский кинофестиваль — Filmcritica «Bastone Bianco» Award — лучший фильм («Alors voila»)
- European Film Award-2001 — лучший актёр («Я сдал дом») (номинация)
- Специальная награда за вклад в развитие кино European Film Awards[8]

## Фильмография
- 1945 — Заклинания / Sortilèges — житель деревни
- 1949 — Рассвет / Le point du jour — Жорж Гоэль
- 1949 — Аромат дамы в чёрном / Le Parfum de la dame en noir — Лебель
- 1951 — Адрес неизвестен / Sans laisser d’adresse — журналист в архивах
- 1951 — Террор в Оклахоме / Terreur en Oklahoma
- 1952 — Судьбы / Destinées
- 1955 — Большие манёвры / Les Grandes Manœuvres
- 1955 — Французский канкан / French Cancan
- 1955 — Дурные встречи / Les Mauvaises rencontres
- 1956 — Смерть в этом саду / La mort en ce jardin
- 1956 — Мария-Антуанетта — королева Франции / Marie-Antoinette reine de France
- 1958 — Воскресные друзья / Les Copains du dimanche
- 1959 — Зверь в засаде / La Bête à l’affût
- 1961 — Свидание / Le Rendez-vous
- 1962 — День и час
- 1962 — Стукач / Le Doulos
- 1962 — Ступени супружеской жизни / Climats
- 1963 — Презрение / Le Mépris
- 1964 — Дневник горничной / Le journal d’une femme de chambre
- 1964 — Шанс и любовь / La Chance et l’Amour
- 1965 — Убийца в спальном вагоне / Compartiment Tueurs
- 1966 — Воровка / La voleuse
- 1966 — Горит ли Париж? / Paris brûle-t-il?
- 1966 — Создания / Les créatures
- 1967 — Девушки из Рошфора / Les demoiselles de Rochefort
- 1967 — Дневная красавица / Belle de Jour
- 1968 — Капитуляция / La chamade
- 1968 — Бенжамен, или Дневник девственника / Benjamin
- 1969 — Диллинджер мёртв / Dillinger è morto
- 1969 — Млечный путь / La Voie lactée
- 1969 — Топаз / Topaz
- 1970 — Мелочи жизни / Les choses de la vie
- 1971 — Аудиенция / L’udienza
- 1971 — Макс и жестянщики / Max et les ferrailleurs
- 1971 — Чудовищная декада / La decade prodigieuse
- 1972 — Скромное обаяние буржуазии / Le charme discret de la bourgeoisie
- 1972 — Похищение в Париже / L’attentat
- 1973 — Кровавая свадьба / Les noces rouges — Пьер Маури
- 1973 — Большая жратва / La Grande Bouffe
- 1973 — Темрок / Themroc
- 1974 — Венсан, Франсуа, Поль и другие / Vincent, Francois, Paul et les autres
- 1974 — Не тронь белую женщину / Touche pas a la femme blanche
- 1974 — Призрак свободы / Le fantôme de la liberté
- 1974 — Адское трио / Le trio infernal
- 1975 — Леонор / Léonor — рыцарь Ришар
- 1975 — Семь смертей по рецепту / Sept morts sur ordonnance
- 1976 — Последняя женщина / итал. L' Ultima Donna фр. La Dernière femme'
- 1976 — Мадо / итал. Mado
- 1976 — Тодо модо /Todo modo
- 1976 — Ф… как Фэрбэнкс / F… Comme Fairbanks
- 1977 — Обвинитель / L’Imprécateur
- 1977 — Испорченные дети / Des enfants gates
- 1977 — Этот смутный объект желания / Cet obscur objet du desir (озвучивание Фернандо Рея во французской версии)
- 1979 — Смятение чувств / La confusion des sentiments
- 1980 — Прыжок в пустоту / Salto nel vuoto — Мауро Понтичелли
- 1980 — Атлантик-Сити / Atlantic City
- 1980 — Доктор Тейран / Docteur Teyran — доктор Жан Тейран
- 1981 — Странное дело / Une étrange affaire
- 1982 — Комната в городе[фр.] / Une chambre en ville — Эдмон Леруайе
- 1982 — Ночь Варена (Новый мир) / La Nuit de Varennes (Il Mondo Nuovo) — Людовик XVI
- 1982 — Страсть / Passion — Мишель Булар
- 1982 — Шпион, встань / Espion, lève-toi
- 1982 — Прохожая из Сан-Суси / La Passante du Sans-Souci
- 1983 — Цена риска / Le Prix du danger
- 1984 — Матрос 512[фр.] / Le Matelot 512 (реж. Рене Альо) — Рассказчик
- 1985 — Уйти, вернуться / Partir Revenir
- 1987 — Болезнь любви / Maladie d’amour
- 1990 — Милу в мае / Milou en mai — Милу Вьюзак
- 1991 — Очаровательная проказница / La belle noiseuse
- 1991 — Похититель детей / Le Voleur d'enfants — Арман
- 1991 — Проклятая любовь Лейзенбога / L’amour maudit de Leisenbohg (ТВ)
- 1992 — Бал недотёп / Le Bal des casse-pieds
- 1992 — Ужин / Le Souper
- 1993 — Психи на воле / La Cavale des fous
- 1995 — Сто и одна ночь Симона Синема / Les cent et une nuits de Simon Cinéma
- 1996 — Безрассудный Бомарше / Beaumarchais, l’insolent
- 1996 — Попутчица / Compagna di viaggio
- 1997 — История преступления / Généalogies d’un crime
- 1997 — Влюблённые / Так что / Alors voilà (Германия, Франция)
- 1999 — Самое счастливое место на Земле / Le plus beau pays du monde
- 1999 — Ничего о Робере / Rien sur Robert
- 2000 — Актёры / Les acteurs
- 2003 — Тот день / Ce jour-là
- 2003 — Малышка Лили / La Petite Lili
- 2006 — Сады осенью / Jardins en automne
- 2007 — У каждого своё кино — Никита Хрущёв
- 2008 — На войне / De la guerre
- 2011 — У нас есть Папа! / Habemus Papam
- 2012 — Корпорация «Святые моторы» / Holly Motors

## Роли в театре
- 1963 — Шпигельский — «Месяц в деревне», по пьесе И. С. Тургенева, реж. Андре Барсак — Театр «Ателье» / Théâtre de l’Atelier
- 1981 — Гаев — «Вишнёвый сад», по пьесе А. П. Чехова, реж. Питер Брук